# Sukamahi (Cikarang Pusat)
Sukamahi is een bestuurslaag in het regentschap Bekasi van de provincie West-Java, Indonesië. Sukamahi telt 7653 inwoners (volkstelling 2010).